# Sources sur la religion grecque antique
 (février 2016).
Si vous disposez d'ouvrages ou d'articles de référence ou si vous connaissez des sites web de qualité traitant du thème abordé ici, merci de compléter l'article en donnant les références utiles à sa vérifiabilité et en les liant à la section « Notes et références ».
La religion grecque antique n'existant plus en tant que telle, il n'est pas possible de la décrire à partir d'observations directes. Il faut donc, pour la connaître, s'appuyer sur un ensemble important de sources, qui sont principalement d'ordre littéraire, épigraphique et archéologique. Quelque riches et intéressantes qu'elles soient, toutes ces sources ne sont réellement pertinentes que considérées ensemble.

## Les sources littéraires
Les sources permettant d'appréhender la religion grecque sont principalement d'essence littéraire. Le point le plus notable est l'absence de tout texte sacré. Aucun n'est de nature divine ou supposée telle, n'est religieux, n'énonce un dogme ni ne décrit de manière normative les rites. On a seulement affaire à un ensemble disparate de textes littéraires, dans lesquels sont mêlés de manière éparse des éléments de nature religieuse comme des descriptions de rites, des légendes, des mythes. De plus, les auteurs grecs tenaient à se distinguer par leur connaissance encyclopédique des mythes en question, allant jusqu'à citer ou inventer des faits inconnus d'autres sources. Il n'est donc pas toujours possible, lorsque l'on rencontre la description d'une légende isolée ou d'un mythe différent d'une version plus célèbre, de trancher, sans pouvoir affirmer si l’on est face à un cas particulier de cette légende ou de ce mythe propre à une région précise, ou bien n'est-ce qu'une invention de l'auteur lui permettant de se distinguer des autres.

### Homère
Premier des auteurs grecs — on le situe aux alentours du VIIIe siècle av. J.-C. — les deux œuvres que la tradition lui attribue (son existence même étant sujette à caution), l’Iliade et l’Odyssée, sont considérées, jusqu’à la fin de l'Antiquité grecque, comme la première source de sagesse et d'apprentissage des valeurs humaines. À l'époque classique encore, soit aux IVe et Ve siècles av. J.-C., les Grecs se reconnaissent en ces textes. Ceux-ci sont riches en descriptions de rites (principalement des prières et des sacrifices), que l'on retrouve tels quels aux époques postérieures. Les témoignages apportés sont donc relativement fiables. De même, ils renseignent sur les rapports entre les hommes et les dieux, lesquels sont vus de manière très humaine : ils souffrent physiquement et psychologiquement, se réjouissent, peuvent être blessés. Cette grande proximité entre les dieux et les hommes est une conception classique de la divinité, que l'on retrouve fréquemment tout au long de l'Antiquité.
Exemple de description d'un rite, au chant XI, vers 23-43, de l’Odyssée :
| Ἔνθ’ ἱερήϊα μὲν Περιμήδης Εὐρύλοχός τε Ἔσχον· ἐγὼ δ’ ἄορ ὀξὺ ἐρυσσάμενος παρὰ μηροῦ Βόθρον ὄρυξ’ ὅσσον τε πυγούσιον ἔνθα καὶ ἔνθα, Ἀμφ’ αὐτῷ δὲ χοὴν χεόμην πᾶσιν νεκύεσσιν, Πρῶτα μελικρήτῳ, μετέπειτα δὲ ἡδέϊ οἴνῳ, Τὸ τρίτον αὖθ’ ὕδατι· ἐπὶ δ’ ἄλφιτα λευκὰ πάλυνον. Πολλὰ δὲ γουνούμην νεκύων ἀμενηνὰ κάρηνα, Ἐλθὼν εἰς Ἰθάκην στεῖραν βοῦν, ἥ τις ἀρίστη, Ῥέξειν ἐν μεγάροισι, πυρήν τ’ ἐμπλησέμεν ἐσθλῶν, Τειρεσίῃ δ’ ἀπάνευθεν ὄϊν ἱερευσέμεν οἴῳ Παμμέλαν’, ὃς μήλοισι μεταπρέπει ἡμετέροισιν. Τοὺς δ’ ἐπεὶ εὐχωλῇσι λιτῇσί τε, ἔθνεα νεκρῶν, Ἐλλισάμην, τὰ δὲ μῆλα λαϐὼν ἀπεδειροτόμησα Ἐς βόθρον, ῥέε δ’ αἷμα κελαινεφές· αἱ δ’ ἀγέροντο Ψυχαὶ ὑπὲξ Ἐρέϐευς νεκύων κατατεθνειώτων. Νύμφαι τ’ ἠΐθεοί τε πολύτλητοί τε γέροντες Παρθενικαί τ’ ἀταλαὶ νεοπενθέα θυμὸν ἔχουσαι, Πολλοὶ δ’ οὐτάμενοι χαλκήρεσιν ἐγχείῃσιν, Ἄνδρες ἀρηΐφατοι βεϐροτωμένα τεύχε’ ἔχοντες· Οἳ πολλοὶ περὶ βόθρον ἐφοίτων ἄλλοθεν ἄλλος Θεσπεσίῃ ἰαχῇ· ἐμὲ δὲ χλωρὸν δέος ᾕρει. | Là, Périmède et Euryloque tenaient les victimes [du sacrifice] ; Moi, je tirai mon glaive acéré du long de ma cuisse Et creusai une fosse d'à peu près une coudée : Tout autour, je versai la libation pour tous les morts : Tout d'abord du lait miellé puis du vin doux Et enfin de l'eau. J'y répandis une blanche farine. À plusieurs reprises, je suppliai à genoux les têtes sans vie des morts, Leur promettant, si je rentrais en Ithaque, la meilleure vache stérile qui soit Pour la sacrifier dans ma grande salle, et d'emplir un bûcher de trésors. Pour Tirésias seul, en outre, le sacrifice d'un bouc Entièrement noir, joyau de nos troupeaux. Quand, de mes vœux et mes prières, le peuple des morts J'eus supplié, je pris les chèvres et leur coupai la gorge Au-dessus de la fosse ; le sang se mit à couler en nuées noires : Les esprits des morts, montant de l'Érèbe, se rassemblèrent, Ceux de jeunes filles, de jeunes gens, d'hommes aguerris, De vierges tendres au cœur affligé d'un deuil nouveau, Des nombreuses proies des lances de bronze, Des victimes d'Arès, portant encore leurs armes ensanglantées. Et ces esprits de s'assembler autour de la fosse, de tous côtés, En une formidable clameur. J'en devins livide de peur. |

Il s'agit là d'une invocation aux morts dont les étapes sont décrites par le menu : creusement d'une fosse (les morts se situant traditionnellement dans les profondeurs de la terre), libations, prières et sacrifice sanglant, le sang des victimes animales pouvant rendre aux âmes des morts assez de force ainsi qu'une certaine forme de conscience. Cette scène ne doit pas être considérée comme un élément folklorique isolé : ce rite, en effet, est confirmé sous cette forme par d'autres documents, et les témoignages se recoupent.

### Hésiode
Auteur béotien de la fin du VIIIe siècle av. J.-C., deux de ses œuvres majeures sont riches en témoignages religieux : le plus célèbre, la Théogonie, rapporte comment fut créé le monde et les dieux. C'est avant tout une source mythologique. La seconde, les Travaux et les Jours, poème consacré au monde agricole, décrit des rites propres au monde paysan. C'est, de plus, dans ce poème que l'on trouve le mythe des races.

### Hymnes homériques
Ces textes, écrits entre le VIIe siècle av. J.-C. et le IVe siècle apr. J.-C., ne sont pas d'Homère, mais rédigés dans son style. Ils forment un recueil de poèmes adressés à telle ou telle divinité, sans ordre ni unité de taille. Leur intérêt est surtout mythologique, chaque dieu majeur y trouvant sa biographie.

### Poètes lyriques archaïques (VIIe–Vesiècleav. J.-C.)
Il ne reste essentiellement que des fragments des œuvres de ces poètes. Deux poètes en particulier se détachent :
- Bacchylide (Ve s.) : plusieurs de ses textes sont complets ; ceux-ci se consacrent à des héros, comparés à tel ou tel dieu.

- Pindare (v. -518-v. -446) : poète de cour, écrit à la commande de tyrans pour célébrer des victoires sportives (épinicies) lors de jeux ; ses textes, eux aussi, sont des comparaisons, cette fois-ci entre les athlètes avec les dieux. Ils offrent cependant des témoignages parfois ambigus. Son approche morale, en effet, lui fait supprimer certains passages « gênants » des épisodes divins, ce qu'il avoue parfois.

L'on peut constater un exemple clair de ce rapport particulier que l'auteur entretient avec les mythes dans la deuxième partie de la Première Olympique. Celle-ci est consacrée aux Atrides Tantale et Pélops, son fils. L'épisode mythologique traditionnel rapporte comment, ayant voulu tester la sagacité des dieux, Tantale les invita à un repas au cours duquel il leur servit son propre fils en ragoût. Déméter seule en mangea une épaule, sans se rendre compte de l'ignominie de son acte. Cet épisode est problématique : il présente des dieux cannibales malgré eux. Pindare ne peut cependant pas, dans une ode consacrée aux courses de chevaux, l'ignorer, Pélops étant en effet le fondateur mythique des concours hippiques. Le poète raconte donc une autre version du mythe, précisant que les autres sont mensongères et blasphématoires : Tantale aurait invité les dieux à un repas de bonne tenue ; Poséidon, cependant, tombé amoureux du jeune Pélops, l'aurait enlevé et, devant l'absence du jeune homme, un voisin jaloux de Tantale l'aurait calomnié en disant que, justement, si Pélops était introuvable, c'est que son propre père l'aurait servi aux dieux. Pindare indique ici clairement qu'il rejette les versions antérieures à la sienne : Ἐμοὶ δ’ ἄπορα γαστρίμαργον μακάρων τιν’ εἰπεῖν. Ἀφίσταμαι (« Il m'est impossible d'appeler « glouton » quelque immortel que ce soit. Je m'y refuse »).

### Littérature classique (fin duVe–IVesiècleav. J.-C.)
La littérature classique est riche en témoignages religieux indirects. L'on n'y trouve cependant qu'un seul texte, la tragédie Les Bacchantes d'Euripide (v.-480/-406), se consacrant exclusivement à un sujet religieux. Dans la comédie, les divinités apparaissent souvent, mais la plupart du temps de manière parodique. Les Acharniens, comédie d'Aristophane (445-380), décrit une dionysie rurale, cérémonie en l'honneur de Dionysos. L'authenticité de la description est garantie par l'humour de l'auteur : celui-ci, pour faire rire son public, n'invente ni ne déforme la dionysie ; l'évocation, en effet, n'est pas burlesque en soi ; ce qui l'est, c'est qu'un personnage conduise sa dionysie pour lui seul.

### Période hellénistique (-323/-30)

#### Œuvres didactiques
C'est à l’époque hellénistique que commencent à apparaître des analyses, descriptions et commentaires des rites. Le problème principal de ces témoignages tient au souci de rationalisation, apparu à la suite de Platon, qui a pu pousser les commentateurs à modifier ou transformer leurs objets d'étude (rites, légendes, mythes) afin de les rendre conformes à une certaine rigueur logique, de sorte que le lecteur moderne n'est pas assuré de l'authenticité des descriptions. L'importance de l'évhémérisme (d'Evhémère, écrivain du IIIe siècle av. J.-C.) se fait aussi sentir : c'est la tendance à justifier les légendes et les mythes par la déformation supposée de faits historiques lointains. L'évhémérisme, par exemple, explique que les dieux majeurs du panthéon grec étaient d'anciens rois que la mémoire humaine a divinisés. Enfin, ces textes sont surtout d'essence philosophique : il n'est pas possible de savoir ce que le peuple lui-même pensait de sa religion. Parmi les auteurs notables, il faut retenir Diodore de Sicile (v. 90-v. 20) et sa Bibliothèque historique (Livre IV), ainsi que le pseudo-Apollodore (Ier ou IIe siècle av. J.-C.) et sa Bibliothèque, sorte de compilation analytique des mythes.

#### Poésie
La poésie hellénistique offre aussi quelques témoignages, bien moins sûrs puisque leurs auteurs, encore une fois, inventent des mythes ou en utilisent des versions rares. Quoi qu'il en soit, pour plaire au public, il fallait que celui-ci connût les légendes décrites, ce qui exclut une trop grande inventivité. En effet, l'on trouve chez Callimaque de Cyrène (-310/-243), dans ses Hymnes (parfois très proches des Hymnes homériques ; il pourrait d'ailleurs être l'auteur de certains de ces textes), la mention de rites rares, cependant connus par d'autres sources parfois très lointaines. De même, Apollonios de Rhodes, dans ses Argonautiques (racontant la légende des Argonautes), met en scène un mythe datant au moins de la période homérique, en l'agrémentant de rites et de dieux peu connus qui, cependant, existaient bien. L'on a donc affaire à de vrais témoignages.
- Plutarque (v. 46–v. 120) : ayant lui-même assumé la charge de prêtre d'Apollon à Delphes, plusieurs de ses écrits sont consacrés aux phénomènes religieux.

- Pausanias (IIe siècle) : géographe d'une grande érudition, il recense dans sa Périégèse ou Description de la Grèce, description minutieuse de la Grèce non insulaire de son époque rédigée sous la forme d'un guide touristique, tous les sanctuaires en activité, les rites de son temps et du passé, les lieux saints, statues, bâtiments et autres « antiquités religieuses ». Véritable mine d'information pour les archéologues, certaines de ses descriptions sont d'une précision impressionnante. Le problème que soulèvent ses témoignages vient de sa méthode d'investigation : Pausanias ne distingue pas clairement ce qu'on lui a raconté de ce qu'il a vu et de ce que l'on pouvait voir dans son passé.

## Sources épigraphiques
Les sources épigraphiques, pour la connaissance de la religion grecque, sont les plus riches et les plus fiables ; elles ne sont, en effet, pas littéraires : le style et l'originalité n'y priment donc pas, au contraire de la concision et du caractère informatif. L'épigraphie offre de multiples témoignages :
- calendriers religieux
- descriptions de rituels, de fêtes
- comptes de gestion de sanctuaires (nombre de sacrifices, taxes entre autres)
- réglements d'associations religieuses (modalités d'entrée des membres, par exemple)
- dédicaces à des dieux (ce qui permet parfois d'en connaître des aspects plus rares)
- questions posées aux oracles (gravées sur des plaquettes de plomb, par exemple)
- comptes rendus d'oracles, etc.

L’intérêt principal de ces témoignages tient à leur statut de documents bruts : ils montrent l'aspect collectif et individuel de la religion, sans être déformés par le prisme littéraire. Leur défaut majeur est bien sûr leur caractère fragmenté et souvent isolé de tout contexte suffisant.

## Sources archéologiques
L’essentiel de ces sources provient de fouilles de sanctuaires, qui offrent principalement :
- des informations sur l'architecture religieuse
- des statues de dieux
- des décors religieux sur les :
  - frontons de temples
  - frises ioniques
  - métopes doriques
- des représentations de rites et d'épisodes mythologiques sur les vases
- des portraits de dieux sur les monnaies (sachant que chaque ville est protégée par un dieu précis, l'on peut ainsi en reconnaître des attributs plus rares), entrez autres. Toutes ces sources forment un ensemble disparate, qu'il est parfois difficile d'appréhender à sa juste valeur ; elles permettent cependant de dessiner les grands traits de ce que fut la religion grecque antique.

## Liens
- Hérodote, Histoires [détail des éditions] [lire en ligne]
- Homère, Odyssée [détail des éditions] [lire en ligne]
- Homère, Iliade [détail des éditions] [lire en ligne]